# Marko Riegel
Marko Riegel (* 4. September 1974 in Bad Schwartau) ist ein ehemaliger deutscher Fußballspieler.

## Werdegang
Riegel spielte in der Jugend zunächst beim VfL Bad Schwartau, ehe er zum 1. FC Phönix Lübeck wechselte. Dort wurde er Landesauswahlspieler von Schleswig-Holstein und sogar in den erweiterten Kader der DFB-Juniorennationalmannschaft berufen. 1991 gewann er mit der B-Jugend die Landesmeisterschaft und nahm mit Phönix Lübeck an der Deutschen Meisterschaft teil. Es folgte der Aufstieg in die Oberliga Nord für A-Junioren. Im Anschluss daran wechselte Riegel zum Hamburger SV. Er spielte ab 1993 in der Amateurelf, erhielt dann einen Profivertrag und brachte es in zwei Jahren auf neun Einsätze.
Danach kehrte Riegel dem Profisport den Rücken, spielte für den VfB Lübeck in der Regionalliga, beim Oberligisten FC Schönberg sowie beim Verbandsligisten Sereetzer SV. 2011 trat Riegel beim 1. FC Nürnberg eine Stelle als Zeugwart an.